# Kassita
Kassita (Zentralatlas-Tamazight ⴽⴰⵙⵉⵜⴰ, arabisch) ist eine kleine Stadt mit knapp 3000 Einwohnern in der Provinz Driouch in der Region Oriental im Nordosten Marokkos.

## Lage und Klima
Kassita liegt in den östlichen Ausläufern des Rif-Gebirges etwa 60 km (Fahrtstrecke) südöstlich von Al Hoceïma bzw. etwa 95 km südwestlich von Nador. Südlich des Ortszentrums fließt nach länger anhaltenden oder heftigen Regenfällen der westlich von Melilla ins Mittelmeer mündende Oued Kert. Das Klima ist in hohem Maße vom etwa 25 km (Luftlinie) entfernten Mittelmeer beeinflusst; Regen (ca. 300–400 mm/Jahr) fällt überwiegend im Winterhalbjahr.

## Bevölkerung
| Jahr      | 1994  | 2004 | 2014 | 2024 |
| Einwohner | k. A. | 2126 | 2675 | 2876 |

Die Einwohner der Stadt sind hauptsächlich in der zweiten Hälfte des 20. Jahrhunderts zugewanderte Rif-Berber.

## Wirtschaft
Viele Männer arbeiten in den nahegelegenen Großstädten oder in Europa und kehren alljährlich in ihre Heimatstadt zurück. Weitere Arbeitsplätze existieren in Kleinhandel, Handwerk und Verwaltung sowie im Schul- und Gesundheitswesen.

## Geschichte
In den Jahren von 1912 bis 1956 gehörte Kassita zu Spanisch-Marokko.

## Sehenswürdigkeiten
Kassita hat keine historisch bedeutsamen Sehenswürdigkeiten; allein die spanische Kirche verweist auf die Situation in der ersten Hälfte des 20. Jahrhunderts.

## Nachweise
1. ↑  Kasba Tadla – Karte + Fakten